# Mogilno-Zachód (gmina)
Mogilno-Zachód – dawna gmina wiejska istniejąca w latach 1934–1954 w woj. poznańskim/bydgoskim (dzisiejsze woj. kujawsko-pomorskie). Siedzibą władz gminy było Mogilno, które jednak nie wchodziło w jej skład (gmina miejska).
Gmina zbiorowa Mogilno-Zachód została utworzona 1 sierpnia 1934 roku w powiecie mogileńskim w woj. poznańskim z dotychczasowych jednostkowych gmin wiejskich: Chabsko, Czaganiec, Dąbrowa, Dębno, Dwietonie, Głęboczek, Huta Padniewska, Huta Palędzka, Izdby, Józefowo, Kopczyn, Krzyżownica, Leśnik, Mieleńko, Niestronno, Padniewko, Palędzie Dolne, Parlin, Parlinek, Parliniec, Przyjma, Sadowice, Sucharzwo-Chałupska, Szerzawy, Wylatowo, Wymysłowo Szlacheckie, Wyrobki Mogileńskie i Wszedzień (oraz z obszarów dworskich położonych na tych terenach lecz nie wchodzących w skład gmin). 
Po wojnie gmina zachowała przynależność administracyjną. 6 lipca 1950 roku gmina Mogilno-Zachód wraz z powiatem mogileńskim została przyłączona do woj. bydgoskiego (które równocześnie zmieniło nazwę z pomorskiego na bydgoskie). Według stanu z dnia 1 lipca 1952 roku gmina składała się z 20 gromad: Chabsko, Dąbrowa, Dębno, Huta Palędzka, Izdby, Krzyżownica, Mielenko, Niestronno, Padniewko, Padniewo, Palędzie Dolne, Palędzie Kościelne, Parlin, Parlinek, Sucharzwo-Chałupska, Szerzawy, Wieniec, Wszedzień, Wylatowo i Wyrobki Mogileńskie.
Gmina została zniesiona 29 września 1954 roku wraz z reformą wprowadzającą gromady w miejsce gmin. Jednostki nie przywrócono 1 stycznia 1973 roku po reaktywowaniu gmin, powstała jednak gmina Mogilno, obejmująca obszary dawnych gmin Mogilno-Wschód i Mogilno-Zachód.